# Fazlur Rahman Ansari
Ne pas confondre avec le philosophe pakistanais Fazlur Rahman Malik
Pour les articles homonymes, voir Ansari.
 (septembre 2012).
Si vous disposez d'ouvrages ou d'articles de référence ou si vous connaissez des sites web de qualité traitant du thème abordé ici, merci de compléter l'article en donnant les références utiles à sa vérifiabilité et en les liant à la section « Notes et références ».
Muhammad Fazlur Rahman Ansari, né le 14 août 1914 à Saharanpur en Inde et mort le 6 juin 1974 à Karachi au Pakistan, est un érudit islamique soufi et philosophe musulman pakistanais.

## Biographie
En 1921, dès l'âge de ses sept ans, il mémorisa le Coran,.
Par la suite, il intégra une institution d'éducation islamique (Darul uloom (en)), jusqu'à ses dix-neuf ans.
En 1933, il intégra le baccalauréat universitaire en lettres de l'université musulmane d'Aligarh, en Inde, où il fut diplômé en philosophie, langue anglaise et langue arabe. En parallèle, il étudia les sciences coraniques, la science du hadith, le « Kalâm » et le « soufisme » au sein de cette même université sous la tutelle du professeur Syed Sulaiman Ashraf.
En 1939, il obtint une bourse pour aller en Allemagne pour des études supérieures, mais la Seconde Guerre mondiale met fin à ses études en Allemagne. De ce fait, il continua ses études théologiques où il obtint une maîtrise dans les domaines de la métaphysique, la philosophie islamique, la psychologie et l'éthique. En 1947, il ne put obtenir son doctorat du fait de l'indépendance du Pakistan et de l'émigration qui s'ensuivit. C'est en 1970, qu'il réussira son doctorat à l'université de Karachi au Pakistan dont la thèse était « La morale islamique et son arrière-plan métaphysique »
En 1973, il publia son œuvre Fondations coraniques et structure de la société musulmane en deux volumes.
Durant les dix dernières années de sa vie (1964-1974), il se consacra à l'établissement de l'Institut Aleemiyah des études islamiques (en) à Karachi au Pakistan. Au sein de cet institut, Muhammad Fazlur Rahman Ansari s'efforça de former une nouvelle génération de savants de l'Islam qui seraient spirituellement et intellectuellement capables d'utiliser le Coran et les ahadiths dans le but de comprendre l'ère moderne et ainsi relever ses défis de façon appropriée. Parmi ses étudiants, Imran Nazar Hosein, Waffie Muhammad, Abul Fadl Mohsin Ebrahim.

## Philosophie et spiritualité
En ce qui concerne les différentes écoles de pensée islamique, comme le barelvi, le déobandisme et les ahl al-hadith, bien que scolarisé barelvi, il avait une tolérance envers les autres écoles de pensée. Il assuma la position de chef de l'institut Aleemiyah en annonçant publiquement : « Je ne suis ni berelvi ni déobandi, mais simplement un musulman. »,,,.
Sa pensée philosophique découle de Mohamed Iqbal, auteur de Reconstruire la pensée religieuse de l'Islam.
Muhammad Fazlur Rahman Ansari obtint sa Ijaza auprès du savant islamique soufi Muhammad Abdul Aleem Siddiqui (en), ce dernier ayant reçu son Ijaza auprès de Ahmed Rida Khan al Barelwi, savant islamique soufi de l'école hanafite.